# Аламолхода, Джамиле
Джамиле Аламолхода (перс. جمیله علم‌الهدی‎; род. 1965, Мешхед) — иранский педагог. Была замужем за Ибрахимом Раиси, который являлся президентом Ирана с 2021 года до его гибели в результате крушения вертолёта в 2024 году.

## Биография
В 2001 году получила докторскую степень в области философии образования в Университете Тарбиат-Модарес. Стала членом факультета кафедры лидерства и развития образования Школы педагогических наук и психологии Университета имени Шахида Бехешти и в настоящее время является доцентом. Преподает философию высшего образования, антропологии в исламе, методы обучения, теоретические основы управления образованием, философские школы и образовательные взгляды в докторантуре Университета имени Шахида Бехешти.
Являлась директором Института гуманитарных исследований. В 2013 году основала Институт фундаментальных исследований науки и технологий Университета имени Шахида Бехешти и является его директором. Этот исследовательский институт имеет задачу представить модели политики в области науки и технологий, основанные на понимании и оценке эпистемологических и социальных аспектов науки и технологий. В марте 2020 года была назначена секретарём «Совета по трансформации и обновлению образовательной системы страны» Верховным советом культурной революции.
Видео её выступления на международной конференции, на которой она пыталась говорить на английском языке, несмотря на то, что не владела им свободно, было опубликовано СМИ в 2017 году.
В мае 2023 года была назначена членом исполнительного совета по набору преподавателей в Тегеранском университете.

## Личная жизнь
Является старшей дочерью Ахмада Аламолходы, религиозным деятелем и участником джума-намаза в Мешхеде и члена Совета экспертов. В 1983 году в возрасте 18 лет вышла замуж за Ибрахима Раиси. У пары было две дочери, одна из которых имеет докторскую степень по социологии Тегеранского университета, а другая — степень бакалавра по физике Технологического университета имени Шарифа.